# Österreichische Forschungsstiftung für Internationale Entwicklung
Die Österreichische Forschungsstiftung für Internationale Entwicklung (ÖFSE) ist eine Forschungs- und Informationseinrichtung mit Sitz in Wien, die sich mit Fragen der Entwicklungsländer, der Entwicklungszusammenarbeit und der Entwicklungspolitik beschäftigt. Sie wurde 1967 in der Rechtsform einer Stiftung öffentlichen Rechts gegründet. Die Gründer – Österreichischer Akademischer Austauschdienst und Afro-Asiatisches Institut Wien – verfolgten das Ziel, ein Informations-, Dokumentations- und Forschungszentrum zu Fragen der Entwicklungspolitik und Entwicklungszusammenarbeit aufzubauen. Nachdem sich die Gründungsorganisationen bereits in den 1990er-Jahren zurückgezogen hatten, wurde die Stiftungssatzung 2007 erneuert. Stiftungsorgane sind ein Kuratorium, die Geschäftsführung sowie die Wissenschaftliche Leitung. Das Organigramm bietet eine aktuelle Organisationsübersicht der ÖFSE.
2016 legte die Organisation ihr neues Strategiekonzept vor. Es wurde von Kuratorium und ÖFSE-Leitung unter Einbindung der ÖFSE-Mitarbeiter erarbeitet. 

## C3-Bibliothek für Entwicklungspolitik
Seit 2009 betreibt die ÖFSE gemeinsam mit BAOBAB und Frauen*solidarität die C3-Bibliothek für Entwicklungspolitik, die größte wissenschaftliche und pädagogische Fachbibliothek zu Internationaler Entwicklung, Frauen/Gender und Globalem Lernen in Österreich.
Die Forschung an der ÖFSE ist interdisziplinär und anwendungsorientiert ausgerichtet. Die ÖFSE bietet Informationen, Analysen und Beratungen zu den Schwerpunktthemen:
- Internationale Entwicklungspolitik und Entwicklungszusammenarbeit
- Öffentliche und private Entwicklungspolitik und -zusammenarbeit Österreichs
- Internationale Wirtschaft und Entwicklungsökonomie
- Entwicklungspolitische Bildungsforschung

Die Bibliothek umfasst ein Medien- und Informationsangebot zu den Themenschwerpunkten:
- internationale und österreichische Entwicklungspolitik und Entwicklungszusammenarbeit
- aktuelle Entwicklungen in den Ländern des Globalen Südens
- entwicklungs- und gesellschaftspolitisch relevante Themen wie Globalisierung, Migration, Klima und Umwelt, Internationaler Handel und Investitionspolitik, Bildung, Arbeits- und Menschenrechte
- Globales Lernen
- internationale feministische Theorien, internationale Frauen- und LGBTI-Bewegungen
- Sonderbestand Lateinamerika zum Schwerpunkt Wirtschaft, Politik, Geschichte, Gesellschaft und Ökologie der lateinamerikanischen Staaten
- Sonderbestand Missio zum Schwerpunkt Theologie und Entwicklung

Die Bibliothek ist öffentlich zugänglich, die Benutzung vor Ort ist kostenlos. Mit einem Entlehnausweis kann der Großteil der Medien ausgeliehen werden.

## Forschung
Die Forschungsaktivitäten der ÖFSE umfassen die Erstellung von Studien, Analysen und Grundlagenpapieren, sowie Politik- und Strategieberatung für die öffentlichen und privaten Akteure der österreichischen und internationalen Entwicklungspolitik und -zusammenarbeit. Die Gestaltung von diskursiven Reflexions- und Lernprozessen zu aktuellen Themen der internationalen Entwicklungspolitik bildet eine weitere wichtige Säule des Aufgabenbereichs.
Die Vereinigung versteht sich als wissenschaftliches Kompetenzzentrum für Entwicklungspolitik und -ökonomie, das auf Basis fundierter Fachkenntnis und der internationalen Vernetzung seiner Mitarbeiter sowie mit Bezug zur Praxis der österreichischen und internationalen Akteure der Entwicklungspolitik und EZA politikrelevante Beiträge erarbeitet. Aufgrund der Kenntnis der internationalen Diskussion bringt die ÖFSE interessante und aktuelle Themen „nach Österreich“.
Die Organisation arbeitet entlang definierter thematischer Arbeitsschwerpunkte. Diese sind:
- Weltwirtschaft und Entwicklung
- Entwicklungspolitik und Entwicklungszusammenarbeit
- Bildung und Entwicklung

Ergebnisse der Arbeit werden in den diversen ÖFSE Publikationsformaten, insbesondere den ÖFSE Working Papers, ÖFSE Briefing Papers und den ÖFSE Policy Notes publiziert.
Vortrags-, Beratungs- und Anfragebeantwortungstätigkeiten stellen das in der ÖFSE gesammelte Wissen der interessierten Öffentlichkeit zur Verfügung.

## Publikationen
- Österreichische Entwicklungspolitik – Berichte. Analysen. Informationen[3] : In der jährlich erscheinenden Publikation stellt die ÖFSE die finanziellen Gesamtleistungen Österreichs dar und präsentiert Analysen zu ausgewählten Daten und Fakten der österreichischen öffentlichen wie privaten Entwicklungszusammenarbeit. Weiters wird ein aktuelles Thema der Entwicklungspolitik aufgearbeitet und für die politische Diskussion in Österreich vorbereitet.
- Working Papers: Working Papers[4] entstehen zu den aktuellen Themenschwerpunkten des Bereichs Wissenschaft & Forschung und bezwecken, die aktuelle internationale Diskussion inhaltlich aufzuarbeiten und darzustellen. Sie zielen darauf ab eine fundierte Grundlage zur Weiterbearbeitung des Themas zu schaffen und einen öffentlichen Diskussionsprozess in Österreich anzuregen.
- Briefing Papers[5] werden zu den aktuellen Themenschwerpunkten des Bereichs Wissenschaft & Forschung verfasst und stellen die aktuelle internationale Diskussion zum jeweiligen Thema zusammenfassend dar und analysieren diese. Sie bauen auf Working Papers zu der jeweiligen Themenstellung auf. Bei den Briefing Papers liegt der Fokus bei aktuellen Ereignissen, die zum Anlass knapper aber fundierter Einschätzungen und Analysen.
- Policy Notes[6]: Policy Notes der ÖFSE sind Kurzpapiere zu aktuellen Themen mit knapper Analyse und Schwerpunkt auf entwicklungspolitischen Empfehlungen. Alternativ dienen sie der prägnanten Darstellung der Ergebnisse umfangreicherer ÖFSE-Studien.
- ÖFSE-Edition[7]: Die Reihe ÖFSE-Edition veröffentlicht seit 1992 Studien österreichischer Wissenschafter, Ergebnisse von Tagungen, Konferenzen zu aktuellen entwicklungspolitischen Fragestellungen. Weiters werden in der Reihe wissenschaftliche Beiträge zur aktuellen Entwicklungspolitik publiziert. Dabei werden Themen aufgenommen, die zur Weiterentwicklung der EZA und der entwicklungspolitischen Diskussion verschiedene Perspektiven einbringen.
- ÖFSE-Forum[8]: In dieser Reihe werden seit 1996 entwicklungspolitisch relevante Diplomarbeiten, Dissertationen und Forschungsberichte mit Bezug zur EZA publiziert. Das ÖFSE-FORUM versteht sich als Publikationsmöglichkeit für junge Wissenschafter und dient der Veröffentlichung hervorragender wissenschaftlicher Forschungsergebnisse zu Fragen der Internationalen Entwicklung und der Entwicklungspolitik. Einreichfristen sind 15. März und 15. Oktober.